# Ivan Taranov (cầu thủ bóng đá)
Bản mẫu:Eastern Slavic name
Ivan Nikolayevich Taranov (tiếng Nga: Иван Николаевич Таранов; sinh ngày 22 tháng 6 năm 1986) là một hậu vệ bóng đá người Nga. Anh thi đấu cho F.K. Krylia Sovetov Samara.

## Sự nghiệp câu lạc bộ
Spotted thi đấu ở một trường bóng đá tại Prokhladny, Taranov được chuyển đến một ngôi trường ở Biển Đen FC Chernomorets Novorossiysk nơi anh trải qua 2 năm. Sau một mùa giải ở đội dự bị của Novorossiysk năm 2001 Taranov đến Moskva để gia nhập đội dự bị của CSKA. Taranov đại diện quốc gia ở cấp độ U-19, đại diện U-21 vào sân từ ghế dự bị trước Luxembourg vào tháng 10 năm 2005. Cũng ra mắt ở giải vô địch năm đó, anh thi đấu trong chiến thắng của CSKA tại Chung kết Cúp bóng đá Nga 2006 trước Spartak Moskva và từ đó thi đấu thường xuyên hơn ở đội 1.
Lần đầu tiên anh được triệu tập vào đội tuyển quốc gia trước Cộng hòa Macedonia năm 2006, nhưng không thi đấu.
Anh có 3 lần ra sân ở UEFA Champions League 2006-07.

## Thống kê sự nghiệp
Tính đến 7 tháng 5 năm 2012
| Câu lạc bộ            | Div                 | Mùa giải            | Giải vô địch | Giải vô địch | Cúp     | Cúp       | Châu Âu | Châu Âu   | Tổng cộng | Tổng cộng |
| Câu lạc bộ            | Div                 | Mùa giải            | Số trận      | Bàn thắng    | Số trận | Bàn thắng | Số trận | Bàn thắng | Số trận   | Bàn thắng |
| --------------------- | ------------------- | ------------------- | ------------ | ------------ | ------- | --------- | ------- | --------- | --------- | --------- |
| CSKA Moskva           | D1                  | 2005                | 1            | 0            | 0       | 0         | 0       | 0         | 1         | 0         |
| CSKA Moskva           | D1                  | 2006                | 13           | 0            | 1       | 0         | 3       | 0         | 17        | 0         |
| CSKA Moskva           | D1                  | 2007                | 12           | 0            | 3       | 1         | 2       | 0         | 17        | 1         |
| CSKA Moskva           | Tổng cộng           | Tổng cộng           | 26           | 0            | 4       | 1         | 5       | 0         | 35        | 1         |
| Krylia Sovetov Samara | D1                  | 2008                | 18           | 2            | 0       | 0         | —       | —         | 18        | 2         |
| Krylia Sovetov Samara | D1                  | 2009                | 25           | 0            | 1       | 0         | 1       | 0         | 27        | 0         |
| Krylia Sovetov Samara | D1                  | 2010                | 26           | 1            | 1       | 0         | —       | —         | 27        | 1         |
| Krylia Sovetov Samara | D1                  | 2011–12             | 32           | 1            | 1       | 0         | —       | —         | 33        | 1         |
| Krylia Sovetov Samara | D1                  | 2012–13             | 0            | 0            | 0       | 0         | —       | —         | 0         | 0         |
| Krylia Sovetov Samara | Tổng cộng           | Tổng cộng           | 101          | 4            | 3       | 0         | 1       | 0         | 105       | 4         |
| Tổng cộng sự nghiệp   | Tổng cộng sự nghiệp | Tổng cộng sự nghiệp | 127          | 4            | 7       | 1         | 6       | 0         | 140       | 5         |